# سیخروف (ناحیه لیبرتس)
سیخروف (به چکی: Sychrov) یک منطقهٔ مسکونی در جمهوری چک است که در ناحیه لیبرتس واقع شده‌است. سیخروف ۶٫۵ کیلومتر مربع مساحت و ۱۸۸ نفر جمعیت دارد.